# Onúfrïivka
Onúfrïivka (en ucraïnès Онуфріївка, en rus Онуфриевка) és una vila de la província de Kirovohrad, Ucraïna. El 2021 tenia 3.763 habitants.